# جوائز نوليوود للأفضل
جوائز نوليوود للأفضل. حدث سينمائي سنوي لتكريم الإنجازات البارزة في صناعة الأفلام النيجيرية. عقدت النسخة الأولى في 6 ديسمبر 2009، في إيكيجا ، ولاية لاغوس .  أقيم حفل تكريم أفلام 2013 في أسابا، ولاية دلتا في 5 ديسمبر 2013، وحضرالحاكم إيمانويل أودواغان باعتباره المضيف الرئيسي، وعقد حفل الترشيح في مقر الولاية في لاغوس. كان الهدف من السجادة الحمراء المستخدمة في هذا الحدث أن تكون واحدة من أطول السجادة في التاريخ.

## التصنيفات
اعتبارًا من عام 2013 ، تضم جوائز المهرجان حوالي 35 فئة.   
| * أفضل ممثل رئيسي في فيلم إنجليزي - أفضل ممثلة رئيسية في فيلم إنجليزي - أفضل ممثل رئيسي في فيلم اليوروبا - أفضل ممثلة رئيسية في فيلم اليوروبا - أفضل ممثل مساعد في فيلم إنجليزي - أفضل ممثلة مساعدة في فيلم إنجليزي - أفضل ممثل مساعد في فيلم اليوروبا - أفضل ممثلة مساعدة في فيلم اليوروبا - أكثر قانون واعد في العام (ذكور) - أفضل عمل واعد لهذا العام (أنثى) - أفضل ممثل طفل (ذكر) - أفضل ممثل طفل (أنثى) - كوميديا العام - فيلم مع أفضل رسالة اجتماعية - أفضل قبلة في فيلم - أفضل مكياج في فيلم - أفضل استخدام للأطعمة النيجيرية «أونغا» في فيلم | * أفضل فيلم قصير لهذا العام - أفضل استخدام لزي في فيلم - أفضل سيناريو - أفضل فيلم محرر - أفضل صوت في فيلم - أفضل تصميم إنتاج - أفضل تصوير سينمائي - مدير العام - فيلم العام - أفضل المؤثرات الخاصة - أفضل ممثل (هوسا). - أفضل ممثلة (الهوسا). - أفضل ممثل مساعد (هوسا) - أفضل ممثلة مساعدة (الهوسا) - وحي العام (أنثى). - وحي العام (ذكر). - صحفي سينمائي للعام - مسوق العام |  |